# 隆熙
隆熙（韓語：융희；1907年8月2日—1910年8月29日）是大韩帝国皇帝纯宗之年號，1907年8月2日改元隆熙。1910年8月29日日韓合併，废除隆熙年号。1923年—1924年存在于中国南满的朝鲜人流亡团体义军府也使用“隆熙”年号。

## 紀年、干支、西曆對照表
| 隆熙 | 元年   | 二年   | 三年   | 四年   |
| ---- | ------ | ------ | ------ | ------ |
| 公元 | 1907年 | 1908年 | 1909年 | 1910年 |
| 干支 | 丁未   | 戊申   | 己酉   | 庚戌   |

| 隆熙 | 十七年 | 十八年 |
| ---- | ------ | ------ |
| 公元 | 1923年 | 1924年 |
| 干支 | 癸亥   | 甲子   |